# Sindrome di Brill-Zinsser
La sindrome di Brill-Zinsser è una recidiva ritardata del tifo esantematico, causata da una infezione del batterio Rickettsia prowazekii. Dopo che un paziente ha contratto il tifo esentematico, trasmesso dalla materia fecale di un pidocchio infetto (Pediculus humanus corporis), l'infezione batterica può rimanere latente e riattivare mesi o anni dopo, con sintomi simili o addirittura identici all'attacco originale di tifo, compreso un rash maculopapulare.  Questo evento di riattivazione può quindi trasmettersi ad altri individui attraverso la materia fecale del vettore pidocchio e causare una nuova epidemia di tifo.